# Nymphula unguicalis
Nymphula unguicalis là một loài bướm đêm trong họ Crambidae.